# Варварин (село)
Варварин (село) је насеље у Србији у општини Варварин у Расинском округу. Према попису из 2022. било је 1361 становника (према попису из 1991. било је 1899 становника).

## Демографија
У насељу Варварин (село) живи 1469 пунолетних становника, а просечна старост становништва износи 43,0 година (40,8 код мушкараца и 45,1 код жена). У насељу има 511 домаћинстава, а просечан број чланова по домаћинству је 3,48.
Ово насеље је скоро потпуно насељено Србима (према попису из 2002. године), а у последња три пописа, примећен је пад у броју становника.
|  |

| Демографија | Демографија | Демографија |
| Година      | Становника  | Становника  |
| ----------- | ----------- | ----------- |
| 1948.       | 1.938       |             |
| 1953.       | 2.014       |             |
| 1961.       | 1.948       |             |
| 1971.       | 1.940       |             |
| 1981.       | 1.977       |             |
| 1991.       | 1.899       | 1.868       |
| 2002.       | 1.779       | 1.874       |

| Етнички састав према попису из 2002.‍ | Етнички састав према попису из 2002.‍ | Етнички састав према попису из 2002.‍ | Етнички састав према попису из 2002.‍ | Етнички састав према попису из 2002.‍ |
| ------------------------------------ | ------------------------------------ | ------------------------------------ | ------------------------------------ | ------------------------------------ |
|                                      |                                      |                                      |                                      |                                      |
| Срби                                 | Срби                                 |                                      | 1.737                                | 97,63%                               |
| Роми                                 | Роми                                 |                                      | 15                                   | 0,84%                                |
| Југословени                          | Југословени                          |                                      | 10                                   | 0,56%                                |
| Хрвати                               | Хрвати                               |                                      | 4                                    | 0,22%                                |
| Македонци                            | Македонци                            |                                      | 4                                    | 0,22%                                |
| Црногорци                            | Црногорци                            |                                      | 2                                    | 0,11%                                |
| Словенци                             | Словенци                             |                                      | 1                                    | 0,05%                                |
| Словаци                              | Словаци                              |                                      | 1                                    | 0,05%                                |
| Бошњаци                              | Бошњаци                              |                                      | 1                                    | 0,05%                                |
| непознато                            | непознато                            |                                      | 3                                    | 0,16%                                |

| Година пописа     | 1948. | 1953. | 1961. | 1971. | 1981. | 1991. | 2002. |
| ----------------- | ----- | ----- | ----- | ----- | ----- | ----- | ----- |
| Број домаћинстава | 428   | 448   | 500   | 503   | 537   | 494   | 511   |

| Број чланова      | 1   | 2  | 3  | 4  | 5  | 6  | 7  | 8  | 9 | 10 и више | Просек |
| ----------------- | --- | -- | -- | -- | -- | -- | -- | -- | - | --------- | ------ |
| Број домаћинстава | 106 | 94 | 78 | 81 | 56 | 45 | 37 | 11 | 1 | 2         | 3,48   |

| Пол    | Укупно | Неожењен/Неудата | Ожењен/Удата | Удовац/Удовица | Разведен/Разведена | Непознато |
| ------ | ------ | ---------------- | ------------ | -------------- | ------------------ | --------- |
| Мушки  | 715    | 168              | 463          | 58             | 26                 | 0         |
| Женски | 811    | 123              | 460          | 178            | 49                 | 1         |
| УКУПНО | 1.526  | 291              | 923          | 236            | 75                 | 1         |

| Пол    | Укупно                    | Пољопривреда, лов и шумарство | Рибарство                            | Вађење руде и камена | Прерађивачка индустрија       |
| ------ | ------------------------- | ----------------------------- | ------------------------------------ | -------------------- | ----------------------------- |
| Мушки  | 391                       | 184                           | 0                                    | 1                    | 88                            |
| Женски | 287                       | 123                           | 0                                    | 0                    | 48                            |
| УКУПНО | 678                       | 307                           | 0                                    | 1                    | 136                           |
| Пол    | Производња и снабдевање   | Грађевинарство                | Трговина                             | Хотели и ресторани   | Саобраћај, складиштење и везе |
| Мушки  | 6                         | 10                            | 30                                   | 5                    | 10                            |
| Женски | 2                         | 0                             | 38                                   | 6                    | 0                             |
| УКУПНО | 8                         | 10                            | 68                                   | 11                   | 10                            |
| Пол    | Финансијско посредовање   | Некретнине                    | Државна управа и одбрана             | Образовање           | Здравствени и социјални рад   |
| Мушки  | 3                         | 5                             | 12                                   | 5                    | 3                             |
| Женски | 1                         | 12                            | 6                                    | 12                   | 18                            |
| УКУПНО | 4                         | 17                            | 18                                   | 17                   | 21                            |
| Пол    | Остале услужне активности | Приватна домаћинства          | Екстериторијалне организације и тела | Непознато            | Непознато                     |
| Мушки  | 9                         | 0                             | 0                                    | 20                   | 20                            |
| Женски | 8                         | 0                             | 0                                    | 13                   | 13                            |
| УКУПНО | 17                        | 0                             | 0                                    | 33                   | 33                            |